# Le Notaire des Noirs (téléfilm, 1968)
 (novembre 2017).
Si vous disposez d'ouvrages ou d'articles de référence ou si vous connaissez des sites web de qualité traitant du thème abordé ici, merci de compléter l'article en donnant les références utiles à sa vérifiabilité et en les liant à la section « Notes et références ».
Pour l’article homonyme, voir Le Notaire des Noirs.
Le Notaire des Noirs est un téléfilm français de Jean-Paul Carrère réalisé en 1968, inspiré du roman du même nom de Loys Masson.

## Synopsis
À l’île Maurice en 1928, deux époux restés sans enfant recueillent André, un petit neveu détesté par sa famille et qui s’en trouve chassé par des évènements révolutionnaires.

## Distribution
- Yvon Sarray : le vieux notaire, narrateur
- Alain Mottet : Émile Galantie
- Alain Noël : André Joliet
- Jean Barney : Edgar Gébert
- Alice Sapritch : Marthe Galantie
- Jean Chevrier : le capitaine Bruckner
- Monique Belluard : Aline Bruckner
- Raoul Guillet : le docteur Malleret
- Georges Hilarion : le constable